# Álvaro Menéndez Leal

Álvaro Menéndez Leal

Álvaro Menéndez Leal (* 13. März 1931 in Santa Ana; † 6. April 2000 in San Salvador), bekannt als Álvaro Menen Desleal, war ein salvadorianischer Lyriker, Erzähler, Dramatiker, Essayist und Journalist.
Menéndez gehörte neben Autoren wie Manlio Argueta, Ítalo López Vallecillos und Roque Dalton der Generación Comprometida an. Er schrieb seit 1950 für die Zeitschrift El Diario de Hoy und gehörte ab 1953 deren Redaktion an. Außerdem begründete er 1956 mit Telediario salvadoreño die erste Nachrichtensendung im salvadorianischen Fernsehen. Sein Geschick änderte sich dabei mit jedem Regierungswechsel im Land. So wurde er 1953 wegen einer angeblichen Verschwörung gegen das Regime Oscar Osorios verhaftet, wirkte andererseits als Kulturattaché in Mexiko und war Direktor des Nationaltheaters.
Seinen Durchbruch als Schriftsteller hatte er mit dem Theaterstück Luz negra, mit dem er 1965 den Ersten Preis bei den Juegos Florales Hispanoamericanos Conmemorativos de Quezaltenango in Guatemala gewann. Für den Essay Ciudad casa de todos wurde er beim Certamen Nacional de Cultura 1967 mit dem Zweiten Preis ausgezeichnet. 1970 war er Preisträger des vom Consejo Superior Universitario Centroamericano veranstalteten Certamen Centroamericano "Miguel Ángel Asturias". 20 Jahre später gewann er mit dem Stück La bicicleta al pie de la muralla den Ersten Preis beim anlässlich des 100. Jahrestages des Bestehens der Universidad de El Salvador veranstalteten Certamen Nacional de Literatura.

## Werke
- La llave (1962)
- Cuentos breves y maravillosos (1963)
- El extraño habitante (1964)
- Los gimnastas (1964)
- Luz negra (1965)
- El circo y otras piezas falsas (1965)
- Ciudad casa de todos (1968)
- Una cuerda de nylon y oro (1969)
- Tres piezas falsas (1969)
- La ilustre familia androide (1972)
- Hacer el amor en el refugio atómico (1974)
- Revolución en el país que edificó un castillo de hadas (1977)
- Los vicios de papá (1978)
- El fútbol de los locos (1998)
- Tres novelas breves y poco ejemplares (2000)
- La bicicleta al pie de la muralla (2000)